# Операция «Cue»
Операция «Cue» (англ. Operation Cue), Apple-2 — испытание ядерного оружия из операции Teapot, проведённое 5 мая 1955 года на Невадском испытательном полигоне с целью изучения поражающих факторов небольшого ядерного взрыва на жилые дома, ЛЭП, сооружения различного типа, а также на различные предметы быта (еду, одежду и тому подобное). Ядерный заряд мощностью 30 кт взорвался на металлической 150-м вышке, которая имитировала воздушный взрыв.
Для проведения операции были сооружены следующие постройки в радиусе 1,6 км (1 мили) от испытательной вышки:
- Четыре здания:
  - Одноэтажное деревянное
  - Одноэтажное из бетонных блоков
  - Двухэтажное деревянное
  - Двухэтажное кирпичное
- Металлический стенд с бетонными блоками.
- Сооружения ЛЭП
- Две радиоантенны
- Газовый резервуар вместительностью 60 тонн.
- Деревянный склад на бетонном постаменте.
- Несколько автомобилей и автодом.

Все здания, кроме двухэтажного кирпичного и деревянного склада, были покрашены белой краской. В домах находились убежища различного типа, мебель, пища, предметы быта, а также были выставлены человеческие манекены. Помимо манекенов в зданиях, несколько из них, облаченных в различную одежду, размещали на специальных стендах на улице для изучения светового излучения. Некоторая еда (в основном консервы) была размещена в вырытых траншеях на улице и присыпана грунтом.
На испытания были приглашены журналисты, телевидение, военные и представители из гражданской обороны, которые наблюдали за взрывом с безопасного расстояния. Некоторые добровольцы из гражданской обороны в момент взрыва находились в траншеях на небольшом удалении от центра взрыва.

## Галерея
- Наблюдатели через защитные очки смотрят на взрыв
- Тестовый дом на расстоянии 1,67 км (5500 футов) перед взрывом
- После взрыва